# Alex Band EP
Alex Band EP è il primo EP di Alex Band, pubblicato nel maggio 2008. È al momento disponibile solo online.

## Tracce
1. Live again – 3:39
2. Rest of our lives – 3:57
3. Only one – 3:39
4. Coming home – 4:05
5. Fame – 3:20

## Curiosità
Nel giugno 2008 è stato pubblicato (esclusivamente in Brasile) un EP che si differenzia dal prima in quanto la canzone Coming Home è stata sostituita da una ballata: Here with you I'm found.